# Ove Jørstad
Ove Jørstad (20. august 1970 – 10. februar 2008) var en norsk fodboldspiller. Jørstad var oprindelig fra Alta og startede også sin fodboldkarriere på seniorniveau for Alta IF. I 1996 meldte Jørstad overgang til Kongsvinger, hvor han spillede to sæsoner. Han spillede til sammen 31 eliteseriekampe for KIL og scorede tre mål. I 1998 gik han til Lyn og spillede senere for Asker og Fossum.
Jørstad faldt om og døde på oldboys-træning med Fossum 10. februar 2008.